# Palokero
Palokero är en bergstopp i Finland.   Den ligger i den ekonomiska regionen  Fjäll-Lappland  och landskapet Lappland, i den norra delen av landet, 900 km norr om huvudstaden Helsingfors. Toppen på Palokero är 460 meter över havet.
Terrängen runt Palokero är kuperad åt sydost, men åt nordväst är den platt.  Trakten runt Palokero är nära nog obefolkad, med mindre än två invånare per kvadratkilometer. Omgivningarna runt Palokero är i huvudsak ett öppet busklandskap.